# Regione di Betsiboka
La regione di Betsiboka è una regione della provincia di Mahajanga, nel Madagascar nord-occidentale.
Il capoluogo della regione è Maevatanana.
Ha una popolazione di 236 500 abitanti distribuita su una superficie di 30025 km².

## Geografia antropica

### Suddivisioni amministrative
La regione è suddivisa in tre distretti:
- distretto di Kandreho
- distretto di Maevatanana
- distretto di Tsaratanana